# Damien Keyeux
Damien Keyeux est un monteur belge.
Il a remporté deux Magritte du meilleur montage, en 2015 à la 5e cérémonie des Magritte du cinéma pour le film La Marche de Nabil Ben Yadir et en 2020, à la 10e cérémonie des Magritte du cinéma pour le film Duelles d'Olivier Masset-Depasse. 

## Filmographie partielle

### Au cinéma (longs métrages)
- 2006 : Cages d'Olivier Masset-Depasse
- 2007 :  Lampiao, rêve de bandit de Damien Chemin
- 2008 :  9 mm
- 2009 : Les Barons
- 2010 : Illégal
- 2011 : Le Cochon de Gaza (When Pigs Have Wings)
- 2012 : Les Chevaux de Dieu
- 2012 : Little Black Spiders (nl)
- 2012 : Torpedo
- 2013 :  Baby Balloon
- 2013 : La Marche
- 2015 :  Much Loved
- 2016 : Maman a tort
- 2016 : Timgad
- 2017 : Barrage
- 2018 : Cavale de Virginie Gourmel
- 2018 : Duelles
- 2019 :  Papicha
- 2020 : Sons of Philadelphia (The Sound of Philadelphia) de Jérémie Guez
- 2020 : La Francisca de Rodrigo Litorriaga
- 2022 : Houria de Mounia Meddour
- 2022 : Kommunioun de Jacques Molitor (lb)

### À la télévision
- 2014 : Marie Curie, une femme sur le front,  téléfilm d'Alain Brunard

## Récompenses et distinctions
- Magritte du cinéma 2020 : Meilleur montage pour Duelles
- (en) Damien Keyeux: Awards, sur l'Internet Movie Database